# Peter Best (componist)
Peter Best (Adelaide, 18 oktober 1943) is een bekroonde Australische componist, die heeft bijgedragen aan films zoals Doing Time voor Patsy Cline (1997), Muriel's Wedding (1994), Crocodile Dundee (1986), Crocodile Dundee II (1988), Bliss (1985) en The Adventures of Barry McKenzie (1972). Zijn carrière begon in 1970. Hij heeft ook samengewerkt met de Vlaamse Mixed Media-beeldend kunstenaar Danny Matthys, tijdens zijn verblijf in Australië van 1986 tot 1991.

## Prijzen
Australian Film Institute Award for Best Original Music Score
- 1977 - The Picture Show Man
- 1985 - Rebel with Ray Cook, Chris Neal, Billy Byers, Bruce Rowland
- 1995 - Dad and Dave: On Our Selection
- 1997 - Doing Time for Patsy Cline